# Cherry Lou
Nascida em 30 de dezembro de 1982 em Ozamiz, Cherry Lou Maglasang é uma atriz filipina que iniciou sua trajetória artística na música. Junto com sua irmã, Cherrie Gal Maglasang, formou a dupla "Cherries", que lançou os álbuns A Taste of Love e Higit sa Buhay na década de 90. Após o casamento da irmã, Cherry Lou se dedicou à atuação e ingressou no Star Magic, um grupo de talentos da ABS-CBN. Foi nessa emissora que ela conheceu o ator Michael Agassi, com quem se casou em 2007 e teve três filhos. O casal se separou em 2019 e, no ano seguinte, Cherry Lou assumiu um namoro com o ator Phytos Ramirez.
Cherry Lou tem uma extensa carreira no cinema e na televisão filipinos. Participou de filmes como Jologs, Got 2 Believe, Mr. Suave: Hoy! Hoy! Hoy! Hoy! Hoy! Hoy! e Otso-Otso Pamela-Mela Wan, e de programas como Whattamen, Sa Puso Ko Iingatan Ka, Arriba, Arriba!, Basta't Kasama Kita, Spirits, Milyonaryong Mini, Dahil May Isang Ikaw, George and Cecil, Mara Clara, Reputasyon, Maria La Del Barrio e Pangako Sa'Yo.